# Конвой №4602
Конвой № 4602 — японський конвой часів Другої світової війни, проведення якого відбувалось у червні 1943-го.
Вихідним пунктом конвою був атол Трук у центральній частині Каролінських островів, де ще до війни створили потужну базу японського ВМФ, з якої до лютого 1944-го провадились операції у цілому ряді архіпелагів. Пунктом призначення став розташований у Токійській затоці порт Йокосука, що під час війни був обраний як базовий для логістики Труку.
До складу конвою увійшли судно для перевезення амуніції «Наруто-Мару», переобладнаний мінний загороджувач «Коєй-Мару» (Koei Maru) та торпедний човен «Хійодорі».
Загін вийшов у море 2 червня 1943-го. Його маршрут пролягав через кілька традиційних районів патрулювання американських підводних човнів, які зазвичай діяли на підходах до Труку, біля Маріанських островів, островів Огасавара та поблизу східного узбережжя Японського архіпелагу. Втім, у підсумку проходження конвою № 4602 відбулось успішно і 10 червня він без інцидентів досягнув Йокосуки.